# Leroy Young
Pour les articles homonymes, voir Young.
Leroy Young, né le 7 août 1967 à Belize City, est un poète bélizien, connu par sa dub poetry.

## Biographie
Leroy Young est né le 7 août 1967 à Belize City. Il a trois frères et trois sœurs. Il est scolarisé à l'école St. Mary's et au college St. Michael's (aujourd'hui Anglican Cathedral College, ACC) et commence avec un groupe de rap qu'il doit quitter à cause d'une toxicomanie qui l'amène à deux tentatives de suicide. Après un temps en prison et en réhabilitation, il décide de s'adonner à la poésie. On lui donne alors une section dans un programme de Channel 7, où il doit improviser des poèmes en rapport avec l'actualité,. 
De plus, il publie deux livres de poésie, Made in Pinks Alley et Generation X ainsi qu'un album, Just Like That... chez Stonetree Records en 2004. 
Young soutient le parti politique Parti populaire uni et il apparaît dans le programme de radio Positive Vibes FM. Brent Toombs a fait un documentaire sur sa vie, Welcome to My World.